# 勒弗雷什
勒弗雷什（法語：Le Frêche，法語發音：[lə fʁɛʃ]）是法国朗德省的一个市镇，属于蒙德马桑区。

## 地理
勒弗雷什（43°55'58"N, 0°14'26"W）面积23.41 平方千米，位于法国新阿基坦大区朗德省，该省份为法国西南部沿海省份，是法國本土面积第二大的省，北起吉倫特省，西临大西洋，南至大西洋比利牛斯省，东临热尔省，东北与洛特-加龍省接壤。
与勒弗雷什接壤的市镇（或旧市镇、城区）包括：拉讷迈尼昂、阿尔泰达尔马尼亚克、阿马尼亚克堡、拉基、圣瑞斯坦、马尔桑新城。

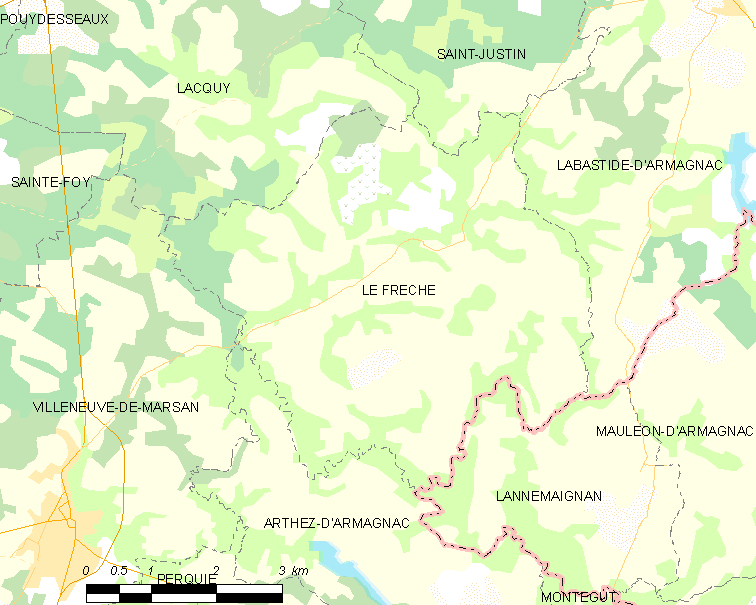
勒弗雷什的OSM定位图

勒弗雷什的时区为UTC+01:00、UTC+02:00（夏令时）。

## 行政
勒弗雷什的邮政编码为40190，INSEE市镇编码为40100。

## 政治
勒弗雷什所属的省级选区为阿杜尔-阿马尼亚克县。

## 人口

1962-2008年间勒弗雷什人口变化图示

勒弗雷什于2022年1月1日时的人口数量为388人。